# Callogobius okinawae
 Callogobius okinawae és una espècie de peix de la família dels gòbids i de l'ordre dels perciformes.

## Morfologia
Els mascles poden assolir els 5 cm de longitud total.

## Distribució geogràfica
Es troba des de les Filipines fins a Vanuatu, les Illes Ryukyu i les Illes Marshall (Micronèsia).